# 9785 Сендзікан
9785 Сендзікан (9785 Senjikan) — астероїд головного поясу, відкритий 31 грудня 1994 року.
Тіссеранів параметр щодо Юпітера — 3,341.
Названо на честь Сендзікан (яп. せんじかん(先事館) сендзікан).